# Tornado em Marechal Cândido Rondon (2015)
O tornado em Marechal Cândido Rondon em 2015 foi um evento de tornado - ocorrido no dia 19 de novembro de 2015 - que atingiu as cidades de Marechal Cândido Rondon e Quatro Pontes, no estado do Paraná. Em menos de dez minutos, os ventos espirais deixaram um rastro de destruição principalmente no centro da cidade.
O prejuízo foi superior a R$90 milhões. Os danos incluem árvores arrancadas, 1,5 mil residências afetadas - tudo isso em uma faixa de 200 a 300 metros - e boa parte da cidade sem fornecimento de água, energia elétrica e serviços de comunicação.
O tornado foi oficialmente classificado como F1 pela Simepar, mas um estudo sobre o evento publicado anos depois totalmente discordou da classificação conservadora e deu o evento uma classificação em EF-2. Além disso, é considerado por quase todos os meteorologistas como um F2/EF2.

## Causa
O tornado que atingiu Marechal Cândido Rondon também fez parte da onda de tornados no Sul do Brasil em 2015. Outras cidades como Chapecó e Treze Tílias também registraram o fenômeno.
A causa desse evento foi devido a uma zona de baixa pressão atmosférica vinda do Paraguai, a qual originou uma linha de instabilidade nos estados de Mato Grosso do Sul, Paraná e Santa Catarina.